# The Limits of Control
The Limits of Control és una pel·lícula estatunidenca del 2009 escrita i dirigida per Jim Jarmusch, protagonitzada per Isaach de Bankolé com un assassí solitari que fa una feina a Espanya. El rodatge va començar el febrer de 2008 i va tenir lloc a Madrid, Sevilla i Almeria. La pel·lícula va ser distribuïda per Focus Features. Va rebre crítiques diverses i el 17 de maig de 2020 tenia una puntuació del 42% a l'agregador de ressenyes Rotten Tomatoes, després d'haver estat criticat pel seu ritme lent i diàleg inaccessible alhora que es lloava la seva bella cinematografia i el seu abast ambiciós.

## Trama

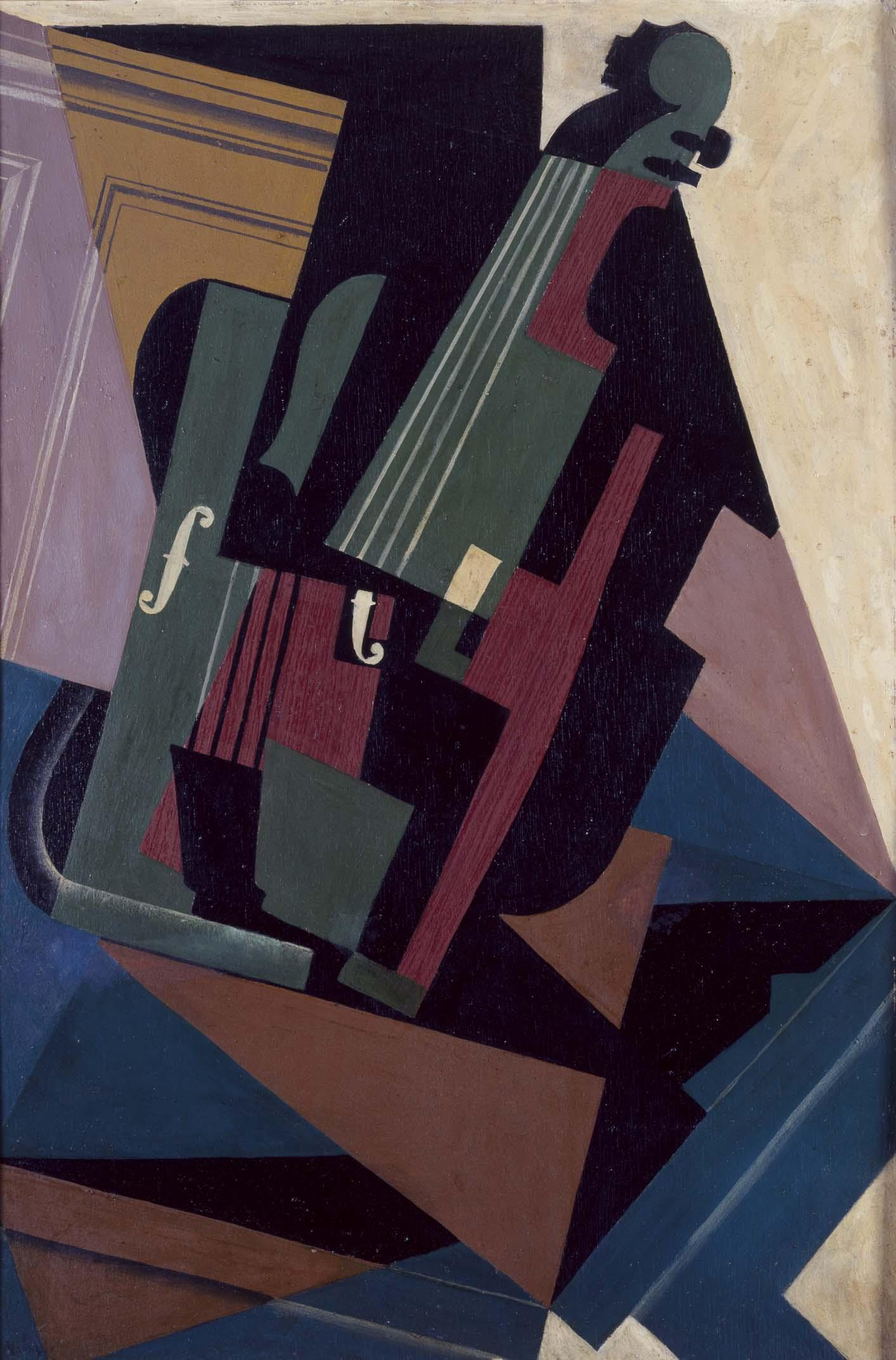
Lone Man admira Le violon de Juan Gris en la primera visita al Museu Nacional Centre d'Art Reina Sofia just abans de conèixer Violin.

En un aeroport, Lone Man (Isaach de Bankolé) està sent instruït sobre la seva missió per Creole (Alex Descas). La missió en si es deixa sense declarar i les instruccions són críptices, incloses frases com "Tot és subjectiu", "L'univers no té centre ni vores; la realitat és arbitrària" i "Usa la teva imaginació i les teves habilitats". Després de la trobada a l'aeroport viatja a Madrid i després a Sevilla, trobant-se amb diverses persones als cafès i als trens pel camí.
Cada reunió té el mateix patró: demana dos espressos a una cafeteria i espera, arriba el seu contacte i en castellà li pregunta: "No parles espanyol, oi?" de diferents maneres, a la qual respon: "No". Els contactes li parlen dels seus interessos individuals, com ara les molècules, l'art o el cinema, després els dos intercanvien caixes de llumins. Dins de cada capsa de llumins hi ha un codi escrit en un petit paper, que Lone Man llegeix i després menja. Aquests missatges codificats el porten a la seva propera cita.
Es troba repetidament amb una dona (Paz de la Huerta) que sempre està completament nua o amb només un impermeable transparent. Ella el convida a tenir sexe amb ella, però ell declina, afirmant que mai té relacions sexuals mentre treballa. Una frase que li diu Creole, l'home de l'aeroport es repeteix al llarg de la pel·lícula: "Qui es cregui més gran que la resta ha d'anar al cementiri. Allà veurà què és realment la vida: un grapat de brutícia". Aquesta frase es canta en una cançó de peteneraS a un club de Sevilla en un moment del seu periple.
A Almeria, el passegen en una camioneta -conduïda per un acompanyant del Mexicà (Gael García Bernal), on hi ha pintades les paraules La vida no vale nada, una frase que Guitar (John Hurt) li va dir a Sevilla, i és portat al desert de Tabernas. Allà hi ha un recinte fortificat i molt vigilat. Després d'observar el compost des de lluny, penetra d'alguna manera en les seves defenses i espera el seu objectiu a l'oficina de l'objectiu. L'objectiu (Bill Murray) pregunta com ha entrat, i ell respon: "He fet servir la meva imaginació". Després de l'assassinat amb una corda de guitarra, torna a Madrid, on tanca el vestit que ha portat durant la pel·lícula i el canvia per un dessuadora amb la bandera nacional de Camerun. Abans de sortir de l'estació de tren per una vorera plena de gent, llença la seva última capsa de llumins.

## Repartiment
- Isaach de Bankolé - Lone Man
- Bill Murray - American
- Tilda Swinton - Blonde
- Gael García Bernal - Mexican
- Hiam Abbass - Driver
- Paz de la Huerta - Nude
- Alex Descas - Creole
- John Hurt - Guitar
- Youki Kudoh - Molecules
- Jean-François Stévenin - French
- Óscar Jaenada - The Waiter
- Luis Tosar - Violin

## Producció
Hem intentat deliberadament treure coses que s'esperarien de la pel·lícula. Que és tot el contrari de la manera americana d'aproximar-se... "d'acord, què demogràfic, què volen, què esperen, doneu-los-ho". Va ser com, a veure, podem fer una pel·lícula d'acció sense acció? Podem fer una narració on la trama sigui com una sèrie de variacions repetides sobre alguna cosa? Podem tenir una pel·lícula amb personatges que no tinguin antecedents, ni passat, ni present, ni nom, que no sabem què representen, són metafòrics? Aquestes són totes les coses que la gent espera, així que estàvem intentant eliminar les coses que esperarien, amb els resultats previsibles, als Estats Units, de no molta gent interessada en la pel·lícula. Està bé, ja sabeu, vam pensar que seria un experiment reeixit per part nostra. 
Jarmusch va tenir la primera idea sobre "un criminal molt tranquil i molt centrat en algun tipus de missió" 15 anys abans de l'estrena de la pel·lícula. L'escriptura va començar amb una idea per a un actor, un personatge i un lloc i la resta es va omplir després. Isaach de Bankolé havia d'interpretar un criminal centrat en silenci a la torre d'apartaments Torres Blancas que el mateix Jarmusch va visitar per primera vegada als anys 80. El rodatge va començar només amb el que Jarmusch anomena "un mapa mínim", una història de 25 pàgines. Els diàlegs es van omplir la nit abans de rodar-se cada escena. Això va ser feta la primera de les pel·lícules de Jarmusch que va tenir lloc completament fora dels Estats Units i hi havia alguns plans per als llocs de rodatge començant a Madrid, després agafant tren cap al sud fins a Sevilla i finalment al sud-est pel desert prop del ciutat costanera d'Almeria.
Jarmusch cita novel·les sobre un criminal professional anomenat Parker escrites per Richard Stark com a inspiració i també esmenta que li encanta la pel·lícula de John Boorman de 1967 A boca de canó que es va basar en aquestes novel·les. Les pel·lícules de Jacques Rivette també es van utilitzar com a inspiració per a la trama plena de pistes críptiques desorientadores sense una solució clara. El títol The Limits of Control prové d'un assaig homònim de William S. Burroughs, del qual Jarmusch assenyala que li agrada el doble sentit de: "Són els límits del nostre propi autocontrol? O són els límits fins als quals ens poden controlar, "ells" que són qui intenten injectar-nos algun tipus de realitat?" Jarmusch també va utilitzar les estratègies obliqües creades pel músic Brian Eno per tranquil·litzar-se en el procés creatiu, concretament l'ús de frases "Aquestes seccions es consideren transicions?", "Emfasitzen les repeticions", i "Mira de prop els detalls més interessants i amplifica'ls", totes elles estaven anomenant explícitament els processos que estaven fent durant la realització de la pel·lícula.
Molts petits detalls de la pel·lícula tenen un significat personal per a Jarmusch. Havia rebut les caixes de llumins 'Le Boxeur' com a regal, primer del musicòleg Louis Sarno, després d'Isaach de Bankolé. La camioneta negra amb les paraules "La Vida No Vale Nada" escrites a l'esquena estava inspirada en un camió propietat de Joe Strummer dels Clash, que havia viscut durant un temps al sud d'Espanya i també va aparèixer a pel·lícula de Jarmusch de 1989 Mystery Train.
L'objectiu de la pel·lícula segons Jarmusch era crear una "pel·lícula d'acció sense acció" i una "pel·lícula amb suspens però sense drama". Afirma que la pel·lícula té una naturalesa més aviat cubista, és "interpretable de diferents maneres, i totes són vàlides", i que no és la seva feina saber què significa la pel·lícula.

## Banda sonora
La banda sonora es crea a partir de la música existent seleccionada pel director Jim Jarmusch. Inclou les bandes de drone metal Boris i Sunn O))), adagios de música clàssica així com peteneras flamenques. Per a escenes en què no es va poder trobar música adequada, la pròpia banda de Jarmusch Bad Rabbit va gravar noves cançons. Les característiques comunes de la música utilitzada són la seva lentitud general i el ric paisatge musical. "You on the Run" de Black Angel fins i tot es va alentir tot mantenint el to per adaptar-se millor a la resta de la banda sonora. La música va servir d'inspiració per a l'ambient i el muntatge de la pel·lícula, la guitarra que apareix a la història hauria de representar una guitarra que va ser utilitzada a la dècada de 1920 per Manuel El Sevillano per gravar "Por Compasión: Malagueñas", la lletra "El Que Se Tenga Por Grande" és referenciada sovint al llarg de la pel·lícula.
| Núm. | Títol                                                           | Artista                                      | Durada |
| ---- | --------------------------------------------------------------- | -------------------------------------------- | ------ |
| 1.   | «Intro»                                                         | Bad Rabbit                                   | 0:13   |
| 2.   | «Fuzzy Reactor»                                                 | Boris amb Michio Kurihara                    | 3:42   |
| 3.   | «Saeta»                                                         | La Macarena                                  | 2:17   |
| 4.   | «Sea Green Sea»                                                 | Bad Rabbit                                   | 4:11   |
| 5.   | «Feedbacker» (TLOC Edit)                                        | Boris                                        | 3:32   |
| 6.   | «Por Compasión: Malagueñas»                                     | Manuel el Sevillano                          | 2:03   |
| 7.   | «Farewell»                                                      | Boris                                        | 7:29   |
| 8.   | «N.L.T.»                                                        | Sunn O))) & Boris                            | 3:46   |
| 9.   | «El Que Se Tenga Por Grande»                                    | Carmen Linares                               | 3:21   |
| 10.  | «Dawn»                                                          | Bad Rabbit                                   | 1:41   |
| 11.  | «You on the Run»                                                | The Black Angels                             | 4:50   |
| 12.  | «Omens and Portents 1: The Driver» (TLOC Edit)                  | Earth i Bill Frisell                         | 2:44   |
| 13.  | «El Que Se Tenga Por Grande»                                    | Talegón de Córdoba & Jorge Rodríguez Padilla | 3:54   |
| 14.  | «Blood Swamp» (TLOC Edit)                                       | Sunn O))) & Boris                            | 4:33   |
| 15.  | «Schubert, Adagio del Quintet de corda en C, D.956» (TLOC Edit) | Ensemble Villa Musica                        | 5:16   |
| 16.  | «Daft Punk Is Playing at My House»                              | LCD Soundsystem                              | 5:15   |
| 17.  | Sense títol (TLOC Edit)                                         | Boris                                        | 1:04   |